# Скафа (Месина)
Скафа је насеље у Италији у округу Месина, региону Сицилија.
Према процени из 2011. у насељу је живело 396 становника. Насеље се налази на надморској висини од 195 м.